# 范姜彥豐
范姜彥豐（英文：Zack Fanchiang，1992年7月28日－），台灣男模特兒、台灣男演員，台日混血。
2011凱渥夢幻之星第五屆男模組亞軍，2014年參加立志真人秀節目《中國好男兒》北部賽區晉級選手，2018年參加原創音樂節目 《這！就是歌唱 · 對唱季》男女候選對唱歌手之一。

## 影視作品

### 長篇電影
| 年份   | 片名             | 飾演           |
| 2018年 | 《誰先愛上他的》 | 17年前劇場演員 |

### 長篇劇集
| 年份   | 片名               | 飾演   |
| 2021年 | 《天橋上的魔術師》 | 學長   |
| 2022年 | 《東北插班生》     | 江執樹 |

### 迷你劇集
| 年份   | 片名                                       | 飾演   |
| 2020年 | 《違反校規的跳投》                         | 許克   |
| 2021年 | 《We Best Love》 永遠的第一名              | 方政文 |
| 2021年 | 《我的神隊友 前導實境紀錄-來去片廠住七天》 |        |
| 2023年 | 《台灣犯罪故事-生死困局》                  |        |

### 音樂錄影帶
| 年份   | 音樂錄影帶名稱                                          |
| ------ | ------------------------------------------------------- |
| 2015年 | 朱俐靜《My Way》                                        |
| 2015年 | 冼佩瑾《把你丟進淡水河裡》                              |
| 2016年 | 林逸欣《你會怎麼記得我》                                |
| 2016年 | 安心亞《別再撐了》                                      |
| 2017年 | 郭靜《分手看看》                                        |
| 2017年 | 羅時豐《是不是老了》                                    |
| 2019年 | Karencici《FaceTime》                                   |
| 2019年 | 曾沛慈《謎之音》                                        |
| 2019年 | 郭雅茹《想到你的可愛-電視劇《一起幹大事》片尾曲官方MV》 |

## 外部連結
- 范姜彥豐的Facebook專頁
- 范姜彥豐的Instagram帳戶
- 范姜彥豐 （页面存档备份，存于）的新浪微博
- 范姜彥豐 （页面存档备份，存于）的Youtube
- 范姜彥豐在互联网电影资料库（IMDb）上的資料（英文）